# Johann Richter
Pour les articles homonymes, voir Richter.
Johann Richter, alias Johannes Praetorius (né en 1537 à Joachimsthal et mort le 27 octobre 1616 à Altdorf bei Nürnberg) est un mathématicien, fabricant d'instruments et astronome allemand.

## Biographie

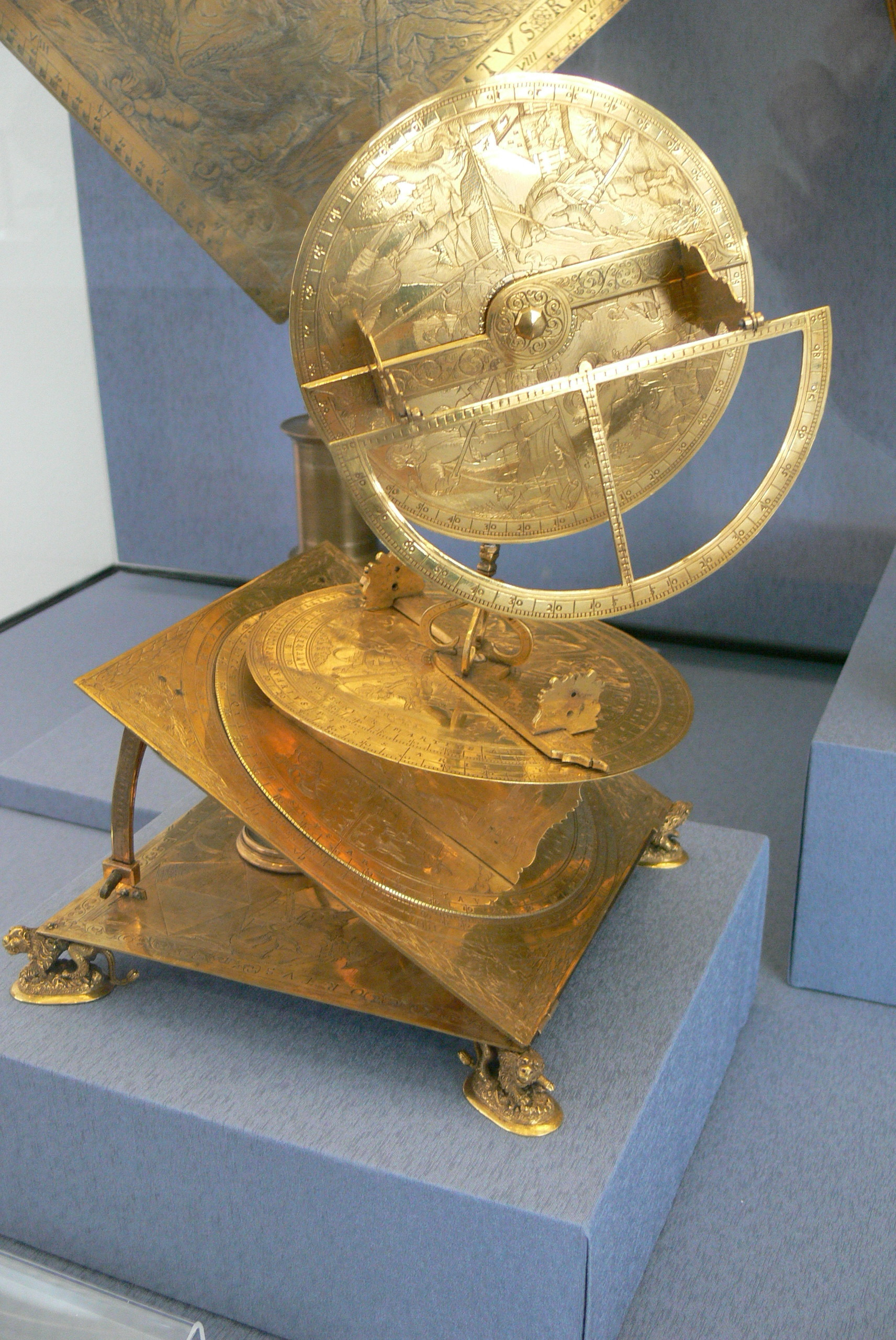
Un torquetum de Johannes Praetorius (1568).

De ses débuts, on sait simplement que Johann Richter s'inscrivit en 1557 à l'université de Wittemberg et y étudia les arts libéraux (comprenant rhétorique, grammaire, arithmétique, géométrie, musique, astronomie et logique). De 1562 à 1569 il vécut à Nuremberg. C'est là qu'il mit au point toute une palette d'instruments de mathématiques et d'astronomie conservés aujourd'hui au Musée national de la culture germanique de Nuremberg.
Après avoir séjourné à Prague, Vienne, et Cracovie, il accepta en 1571 la chaire de hautes mathématiques (c'est-à-dire d’astronomie) que lui offrait l'université de Wittemberg. Là, le 4 mars 1572, il se voit conférer le grade de maître ès sciences philosophiques et le 7 mars 1572, il est coopté au sénat de la Faculté de philosophie. Dans ses cours, il faisait l'éloge des tables trigonométriques de Rheticus  et de son disciple Valentinus Otho et publia ses observations de la constellation de Cassiopée et les comètes (De cometis).
Il dut démissionner de sa chaire pour des raisons politiques en 1575, mais fut préféré à son frère Paul Praetorius pour la chaire de mathématiques de l’université d'Altdorf au semestre d'hiver 1576-77. 
On lui attribue (mais sans certitude) l'invention de la « tablette » (mensula ou Tabula Praetoriana). 
Il demeura et exerça à Altdorf jusqu'à sa mort en 1616.

## Œuvres
- De cometis, qui antea visi sunt, et de eo, qui novissime mense novembri apparuit, narratio. Nuremberg: Gerlach & Montanus 1578
- Problema, quod jubet ex quatuor rectis lineis datis quadrilaterum fieri, quod sit in circulo, aliquot modis explicatum. Nuremberg: Valentin Fuhrmann 1598